# Christopher Pinchbeck
Christopher Pinchbeck (Clerkenwell, 1670 – Londra, 18 novembre 1732) è stato un inventore e orologiaio inglese.
Di professione orologiaio, inventò la lega chiamata, in Italia, princisbecco (termine derivante, appunto, dal nome del suo inventore): usata in bigiotteria per pezzi non particolarmente pregiati, ma appariscenti, perché simile all'oro.